# Монете-сюр-Луар
Монете́-сюр-Луа́р (фр. Monétay-sur-Loire) — коммуна во Франции, находится в регионе Овернь. Департамент коммуны — Алье. Входит в состав кантона Домпьер-сюр-Бебр. Округ коммуны — Мулен.
Код INSEE коммуны — 03177.

## Население
Население коммуны на 2008 год составляло 293 человека.
| 1962 | 1968 | 1975 | 1982 | 1990 | 1999 | 2008 |
| ---- | ---- | ---- | ---- | ---- | ---- | ---- |
| 475  | 555  | 509  | 438  | 339  | 340  | 293  |

## Экономика
В 2007 году среди 163 человек в трудоспособном возрасте (15—64 лет) 100 были экономически активными, 63 — неактивными (показатель активности — 61,3 %, в 1999 году было 62,6 %). Из 100 активных работали 89 человек (52 мужчины и 37 женщин), безработных было 11 (6 мужчин и 5 женщин). Среди 63 неактивных 11 человек были учениками или студентами, 28 — пенсионерами, 24 были неактивными по другим причинам.